# Misericoccus sphaericus
Misericoccus sphaericus är en insektsart som först beskrevs av Alfred Serge Balachowsky 1930.  Misericoccus sphaericus ingår i släktet Misericoccus och familjen ullsköldlöss.
Artens utbredningsområde är Algeriet. Inga underarter finns listade i Catalogue of Life.